# Doncourt-lès-Conflans
Doncourt-lès-Conflans – miejscowość i gmina we Francji, w regionie Grand Est, w departamencie Meurthe i Mozela.
Według danych na rok 1990 gminę zamieszkiwało 936 osób, a gęstość zaludnienia wynosiła 128 osób/km² (wśród 2335 gmin Lotaryngii Doncourt-lès-Conflans plasuje się na 383. miejscu pod względem liczby ludności, natomiast pod względem powierzchni na miejscu 807.).